# 377th Air Base Wing
Il 377th Air Base Wing è uno stormo di Base Aerea dell'Air Force Global Strike Command, inquadrato nella Twentieth Air Force. Il suo quartier generale è situato presso la Kirtland Air Force Base, in Nuovo Messico, della quale è l'unità ospitante.

## Organizzazione
Attualmente, a settembre 2020, esso controlla:
- 377th Maintenance Group
  - 377th Maintenance Squadron
  - 377th Munitions Squadron
- 377th Medical Group
  - 377th Aerospace Medicine Squadron
  - 377th Dental Squadron
  - 377th Medical Operations Squadron
  - 377th Medical Support Squadron
- 377th Mission Support Group
  - 377th Contracting Squadron
  - 377th Logistics Readiness Squadron
  - 377th Force Support Squadron
  - 377th Services Squadron
- 377th Security Forces Group
  - 377th Security Forces Squadron
  - 377th Security Support Squadron
  - 377th Weapons System Security Squadron
- 377th Civil Engineering Division
- 377th Communications Division
- 377th Comptroller Squadron